# 格尔木东站
格尔木东站位于中华人民共和国青海省海西州格尔木市市郊，于1979年启用，为青藏鐵路公司管辖的四等站。经过铁路有青藏铁路。

## 使用情况
格尔木东站是青藏铁路的车站。本站不辦理旅客服務。

## 历史
- 1979年：格尔木东站建成启用。